# Strada del vino di Salta

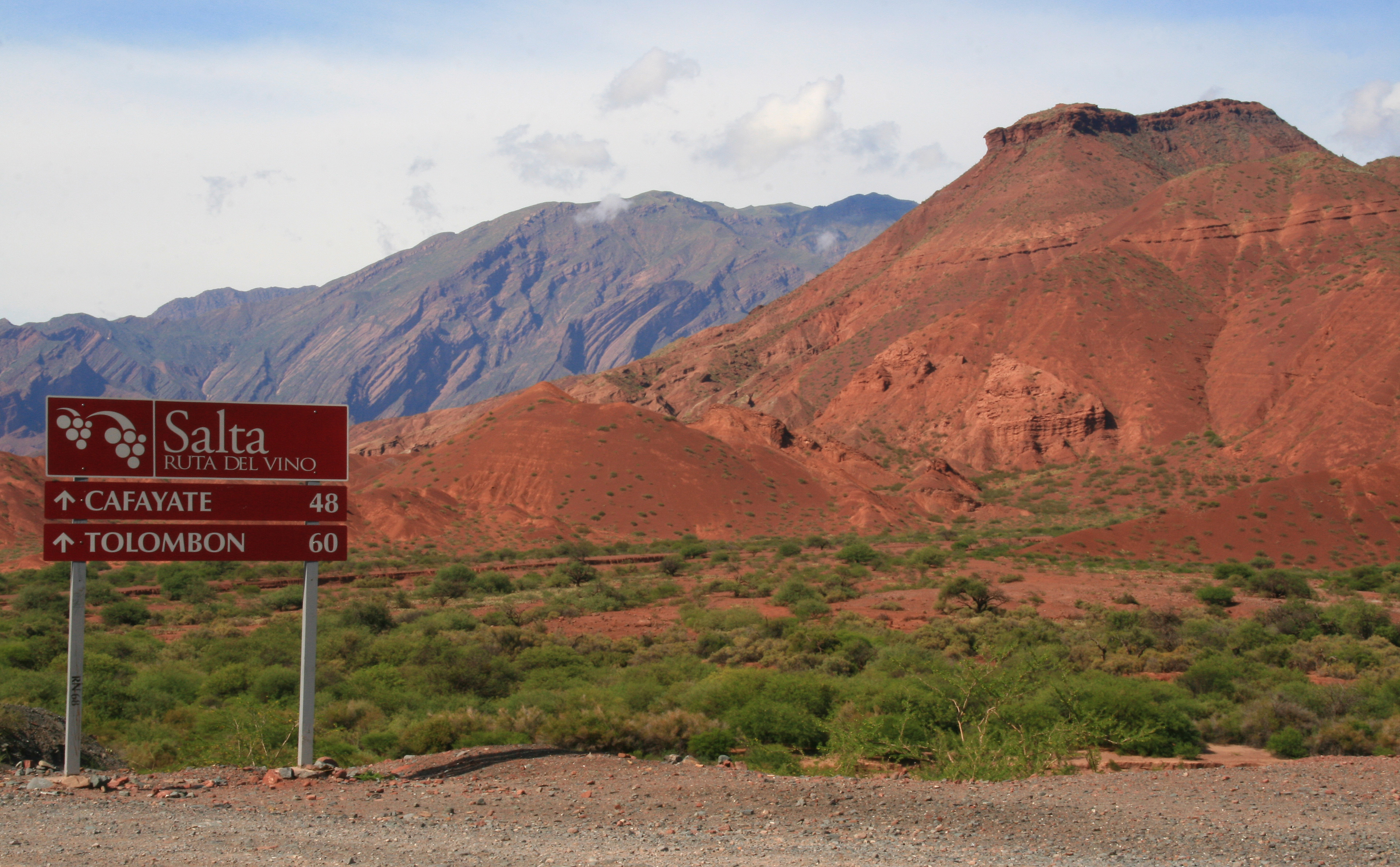
La ruta del vino in provincia di Salta.

La strada del vino di Salta (in spagnolo, Ruta del vino de Salta) è la denominazione data a un itinerario turistico-tematico stradale di circa 200 km dove si può vedere, capire e conoscere la storia, lo sviluppo e il funzionamento attuale del settore vitivinicolo della provincia di Salta, situata nel nord dell'Argentina.

## Il percorso
La zona di produzione del vino più importante di Salta si trova nelle valli Calchaquies; essa presenta un clima secco e caldo, ideale per la coltivazione e la produzione del Torrontés (unica varietà autoctona e vitigno ben adattato alla regione) ed altri vini da tavola.
Con una vasta biodiversità geografica, la provincia di Salta ha vigneti situati tra i 1600 m a Cafayate a oltre 2.400 metri vicino a Molinos, che conferisce al vino un grande carattere, forte personalità e di alta qualità olfattiva, colori e sapori unici.
La strada del vino attraversa paesaggi incontaminati come la Quebrada de las Flechas, Quebrada de las Conchas e antiche città come Molinos e Cachi con enorme ricchezza culturale che si esprime anche nella musica e artigianato.
Sul percorso, molte cantine (bodegas) possono essere visitate (e i vini assaggiati) nonché spazi museali dedicati alla storia della vite nella regione, come il museo della vite e del vino a Cafayate o il museo James Turrell di Colomé.
In provincia di Salta, negli ultimi anni, l'industria del vino ha registrato un'enorme crescita, soprattutto nella produzione di vini di qualità riconosciuti nei mercati e concorsi internazionali.

## Galleria d'immagini

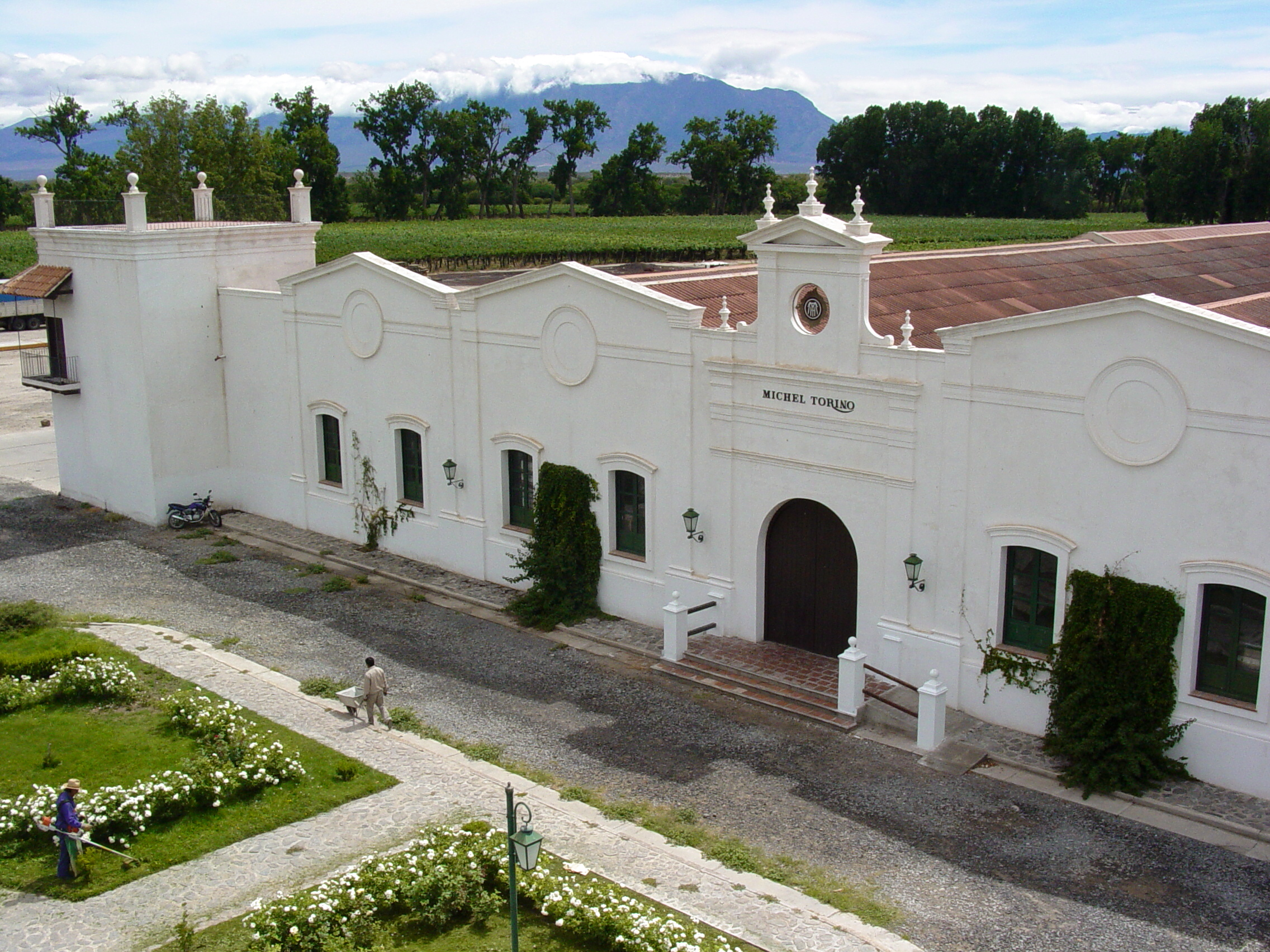
Una bodega
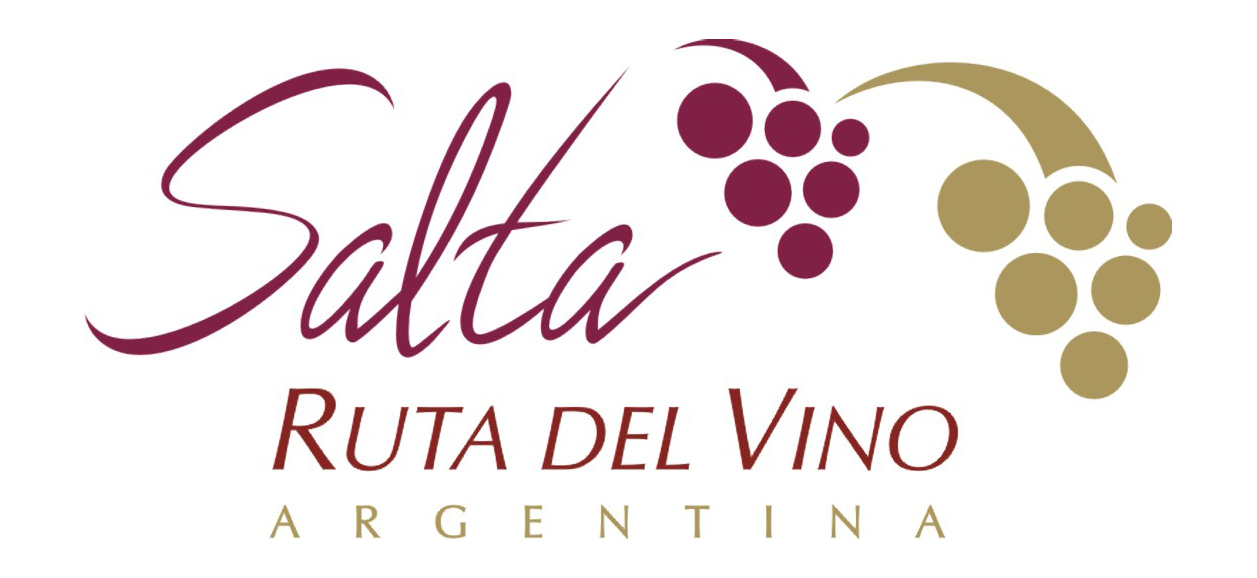
Il logo
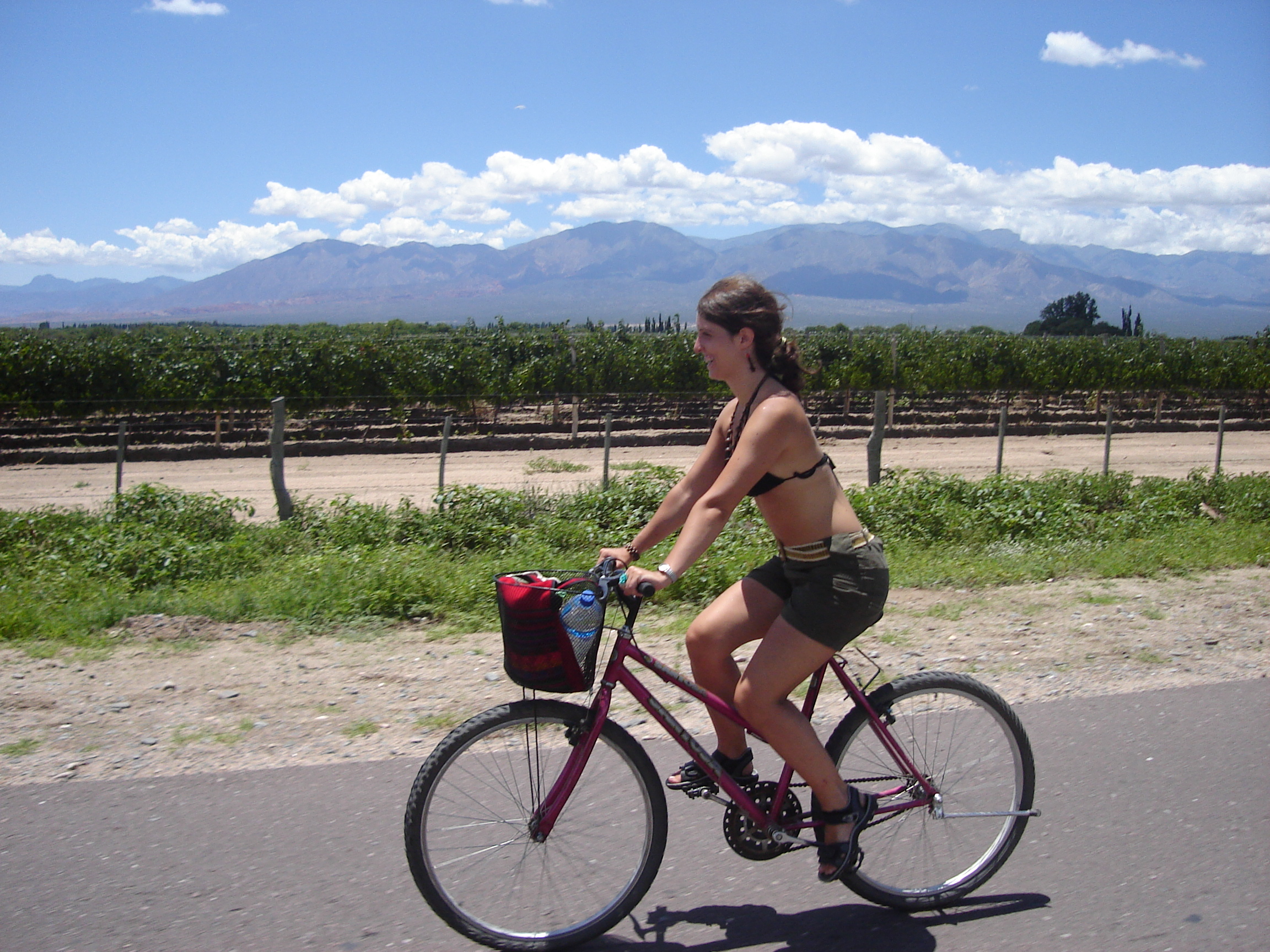
In bicicletta nel vigneto